# Нес-ан-де-Амстел
Нес-ан-де-Амстел (нід. Nes aan de Amstel, нід. вимова: [ˈnɛs aːn də ˈʔɑmstəl]) — село в нідерландській провінції Північна Голландія. Входить до муніципалітету Амстелвен.
Його площа становить 10,39 км², а населення станом на 2021 рік складало 985 осіб.

## Історія
Село було засноване в 16 столітті і поступово розбудовувалося з 1947 року. Ландшафт містечка значною мірою визначається католицькою церквою Сінт-Урбанускерк, збудованою за проєктом архітектора Йозефа Кюйперса.

## Галерея

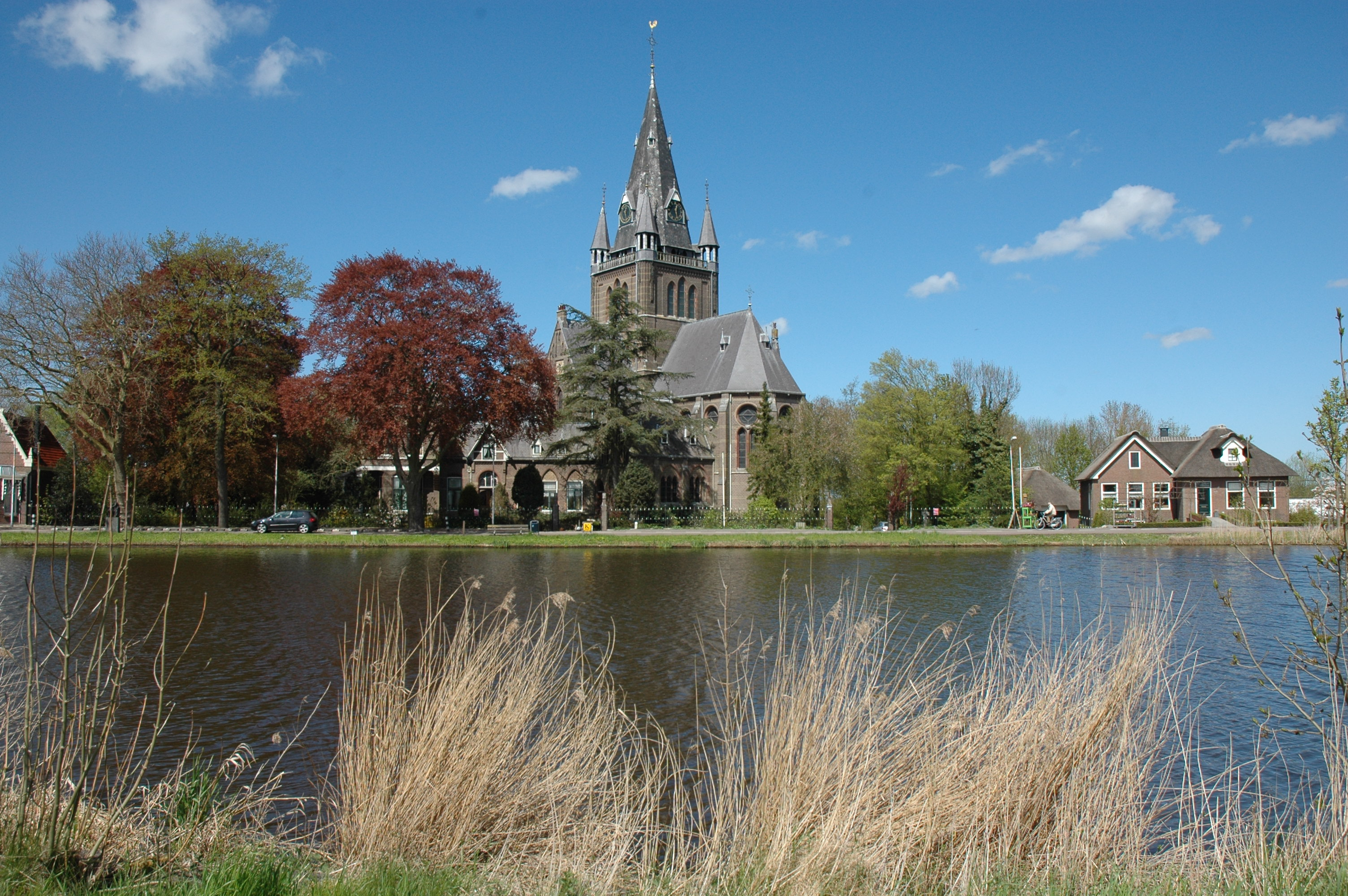
Церква св. Урбануса